# Habenaria rivae
Habenaria rivae är en orkidéart som beskrevs av Friedrich Fritz Wilhelm Ludwig Kraenzlin. Habenaria rivae ingår i släktet Habenaria och familjen orkidéer. Inga underarter finns listade i Catalogue of Life.